# Авангард-2
Авангард-2 (англ. Vanguard 2) — американский метеоспутник, спроектированный для измерения дневной облачности.
Запущен 17 февраля 1959 года с помощью ракеты-носителя «Авангард SLV 4» (Vanguard SLV 4). 
«Авангард-2» стал первым в мире метеоспутником, выведенным на орбиту, однако его метеоданные оказались бесполезными.
При этом, в январе 1959 года, Советский Союз в ходе космической гонки запустил первую автоматическую межпланетную станцию («Луна-1»), которая пролетела мимо Луны и стала первым искусственным спутником Солнца.[значимость факта?]
Запуски спутников подобных Авангарду-2 начались ранее: 
28 мая 1958 года был запущен «Vanguard 2B», 
26 июня 1958 года — «Vanguard 2C», 
26 сентября 1958 — «Vanguard 2D»; 
однако из-за отказов ракеты-носителя эти спутники не достигли орбиты.

## Конструкция

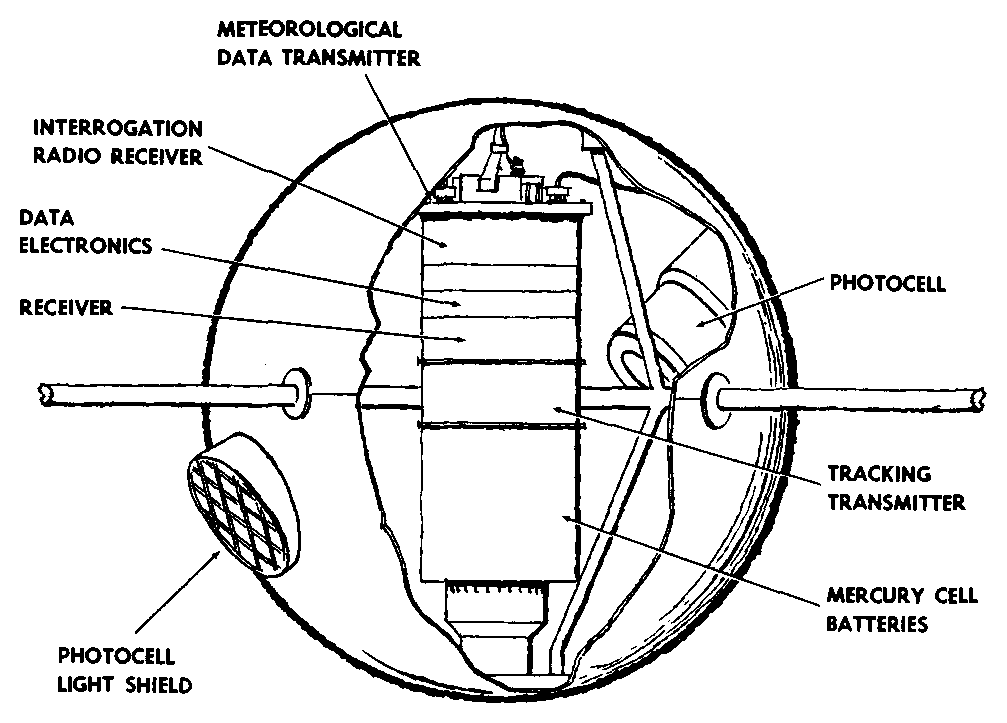
Эскиз компоновки «Авангард-2»

Спутник «Авангард-2» представляет собой сферический корпус диаметром 50,8 см, с несколькими штыревыми антеннами.
На борту были установлены 
два телескопа, 
два фотоэлемента, 
два радиопередатчика 
(мощностью 1 Вт с несущей 108,03 МГц для телеметрии; 
мощностью 10 мВт с несущей 108 МГц для маяка), 
батарея гальванических элементов, 
радиоприёмник команд для управления ленточным самописцем, 
и соответствующая электроника.
Масса спутника: 10,2 кг.

## Функционирование
Передатчики телеметрии работали в течение 19 дней, но данные со спутника были неудовлетворительными из-за того, что спутник, после отделения от третьей ступени, столкнулся с ней, и, вместо правильного вращения вокруг одной оси, начал кувыркаться.

### Орбита
Спутник до сих пор находится на орбите.
Параметры орбиты:
- Перигей: 559,1 км
- Апогей: 2974,6 км
- Большая полуось : 8137,9 км
- Эксцентриситет : 0,166
- Наклонение : 32,88°
- Орбитальный период: 121,8 минуты